# Pietro Sighel
Pietro Sighel (Trento, 15 luglio 1999) è un pattinatore di short track italiano.

## Biografia
È figlio del pattinatore in pista lunga Roberto Sighel, che partecipò a cinque edizioni consecutive dei Giochi olimpici invernali, e fratello minore di Arianna Sighel, anche lei pattinatrice di caratura internazionale. Dal 10 dicembre 2019 compete per il Gruppo Sportivo delle Fiamme Gialle.
A livello giovanile ha vinto la due bronzi ai mondiali junior di Montreal 2019, nei 500 e nei 1500 metri.
È stato convocato dal commissario tecnico Assen Pandov agli europei di Danzica 2021, dove si è laureato vicecampione europeo nei 500 metri, nella staffetta 5000 metri, con i connazionali Yuri Confortola, Luca Spechenhauser e Andrea Cassinelli, e l'argento nella classifica generale.
Ai mondiali di Dordrecht 2021 ha vinto il bronzo nei 500 metri, terminando alle spalle dell'ungherese Shaoang Liu e del russo Semën Elistratov, nei 1500 metri, dietro ai fratelli ungheresi Shaolin Sándor Liu e Shaoang Liu, e nella staffetta 5000 metri.
Ha fatto parte della spedizione olimpica a Pechino 2022, dove ha vinto la medaglia d'argento nella staffetta mista 2000 m (con Arianna Fontana, Martina Valcepina, Andrea Cassinelli, Yuri Confortola e Arianna Valcepina) dove, da ultimo staffettista, ha mancato l'oro per pochi millesimi. Ha conquistato la medaglia di bronzo nella staffetta maschile 5000 m (assieme a Yuri Confortola, Tommaso Dotti e Andrea Cassinelli) e qui, sempre da ultimo frazionista, ha preceduto il ROC per 9 millesimi.
Nella stessa olimpiade è stato in grado di qualificarsi anche per la finale dei 500 m short track.
Si è laureato campione continentale nei 500 m agli europei di Danzica 2023, precedendo in finale l'olandese Jens van 't Wout e il lettone Reinis Bērziņš, percorrendo la distanza in prima posizione sin dalla partenza. Era dalla vittoria di Nicola Rodigari del 2010 che l'italia maschile non vinceva l'oro nella specialità. Nei 1500 metri è stato squalificato in semifinale. Nei 1000 m, dopo essere stato danneggiato dal lettone Reinis Bērziņš (poi, squalificato), ha rallentato il ritmo di gara ritenendo di essere ormai fuori dalla corsa per il podio; il suo atteggiamenti rinunciatario non gli ha consentito di approfittare della caduta di Furkan Akar (vincitore del bronzo) e si classificato al 4º posto. Nella staffetta 2000 m mista è caduto all’ultima curva mentre si trovava al primo posto, ed ha tagliato il traguardo al 3º posto. Nella staffetta 5000 m è caduto nella fase di cambio, in un momento determinante per la gara, ed ha consentito l'avanzata della nazionale olandese risultata poi vincitrice della medaglia d'oro, davanti all'Italia. Ai mondiali di Seul 2023 ha vinto l'oro nei 500 m, riportando un titolo iridato al settore maschile italiano dopo 24 anni, dopo che Fabio Carta vinse i 1500 m nel 1999, l'argento nei 1500 m e nella staffetta 5000 m e il bronzo nella staffetta 2000 m mista.
Agli europei di Danzica 2024 conquista la medaglia d'oro nei 500 metri, nei 1000 metri e nei 1500 metri, diventando in questo modo il primo pattinatore a conquistare tutte e tre le gare individuali nella stessa edizione della competizione continentale. Ai mondiali di Rotterdam dello stesso anno ottiene invece due medaglie d'argento, nei 1000 metri e nella staffetta mista. Nel 2025 conquista due ori (nei 1000 metri e in staffetta) ed un argento (nei 500 metri) agli europei di Dresda ed un argento (nella staffetta mista) ed un bronzo (nei 1000 metri) ai mondiali di Pechino.

## Palmarès

### Olimpiadi
- 2 medaglie:
  - 1 argento (staffetta 2000 m mista a Pechino 2022);
  - 1 bronzo (staffetta 5000 m a Pechino 2022).

### Mondiali
- 9 medaglie:
  - 1 oro (500 m a Seul 2023);
  - 4 argenti (1500 m e staffetta 5000 m a Seul 2023; 1000 m e staffetta 2000 m mista a Rotterdam 2024; staffetta 2000 m mista a Pechino 2025);
  - 4 bronzi (500 m, 1000 m e staffetta 5000 m a Dordrecht 2021; staffetta 2000 m mista a Seul 2023; 1000 m a Pechino 2025).

### Europei
- 12 medaglie:
  - 6 ori (500 m a Danzica 2023; 500 m, 1000 m e 1500 m a Danzica 2024; 1000 m e staffetta 5000 m a Dresda 2025);
  - 5 argenti (classifica generale, 500 m e staffetta 5000 m a Danzica 2021; staffetta 5000 m a Danzica 2023; 500m a Dresda 2025);
  - 1 bronzo (staffetta mista 2000 m a Danzica 2023).

### Mondiali junior
- 2 medaglie:
  - 2 bronzi (500 m e 1500 m a Montreal 2019).